# 声音

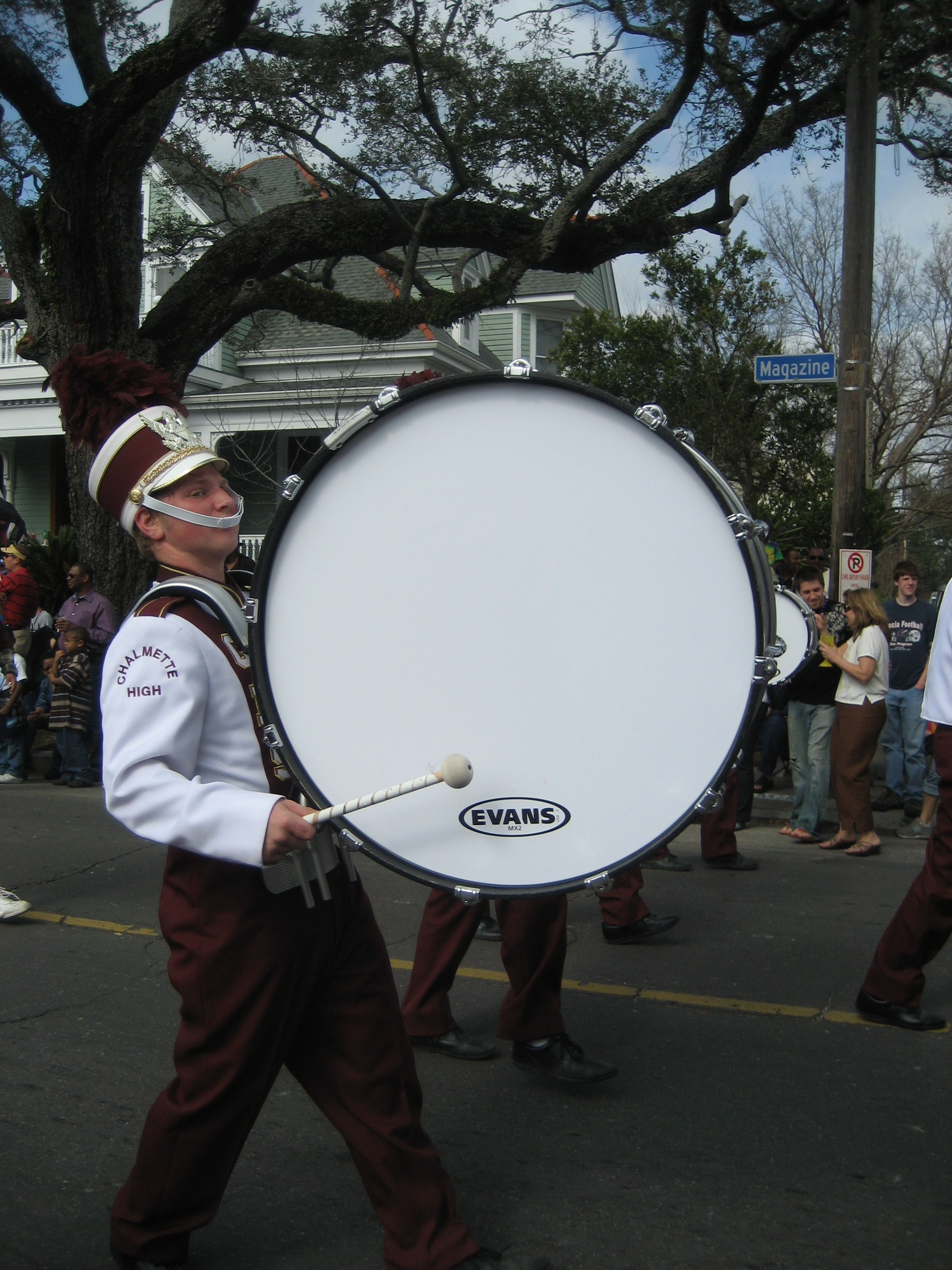
鼓利用其振動的薄膜，可以產生聲音

红：次聲波、藍：可聽聲波、綠：超聲波

聲音是振動產生的声波，通過介質（氣體、固體、液體）傳播并能被人或動物聽覺器官所感知的波動現象。
聲音的頻率一般會以赫兹表示，記為Hz，指每秒鐘周期性震動的次數。而分貝是用来表示聲音强度的单位，記為dB。
聲音是一種波動，当演奏乐器、拍打一扇门或者敲击桌面时，声音的振动会引起介质——空气分子有节奏的振动，使周围的空气产生疏密变化，形成疏密相间的纵波，这就产生了声波，这种现象会一直延续到振动消失为止。

声音总可以被分解为不同频率不同强度正弦波的叠加。這種變換（或分解）的過程，稱為傅立葉變換。因此，一般的声音总是包含一定的频率范围。人耳可以听到的声音的频率范围在20到2万赫兹（Hz）之间。高于这个范围的波动称为超声波，而低于这一范围的称为次声波。
文言文中，「聲」特指人聲，而「音」特指其他聲音；而在現代漢語中，「聲」與「音」意思已混同為「聲音」，並簡稱為「聲」或「音」，而文言文中「聲」在現代漢語中被稱為「人聲」。日語中則仍保留文言文中的區別。

## 聲學
聲學是一個跨領域的科學，研究的聲音是振動產生的聲波，通過介質（空氣或固体、液体）傳播并能被人或動物聽覺器官所感知的波動現象。
聲音的頻率一般會以赫兹表示，記為Hz，指每秒鍾周期、液體及固體的機械波，包括振動、聲音、超音波和次音波等。聲學中和工程有關的部份稱為聲學工程，和負責錄音、聲音處理、混音及聲音複制的音響工程不同。
聲學的應用幾乎和在現代社會的每個層面都有關，其子領域包括航空聲學、聲音信號處理、建筑声学、生物聲學、电子声学、環境聲学、音樂聲學、噪音控制、心理声学、說話、超音波、水下聲學及振動。

## 物理學
當物體振動時，同時伴隨聲音的產生。當振動體不再振動時，聲音也隨之停止。所以從生活的觀察中可以歸納出：聲音是由物體的振動所引起。

### 传播
因為聲音是一種機械波，擁有波動傳播的性質，例如頻率，波長，反射，折射，干涉，繞射，散射等
- 声音的传播也与温度有关，声音在热空气中的传播速度比在冷空气中的传播速度快。
- 声音在传播还与相對運動有关，音速是相對於靜止介質而言的，因此若介質和觀察者有相對運動，則聲音抵達的時間則要考慮相對運動。
- 音頻在不同之相對運動狀態時也會改變，詳見多普勒效應，
- 声音在經過不同音速的兩個介质面時會產生反射和折射，例如人面对群山呼喊，就可以听得到自己的回声。
- 干涉的例子是例如放煙火時若週遭有具有週期性的建築結構存在，則聽者會在煙火爆炸聲後聽到一個有特殊頻率的回聲，此和光譜和光柵分光原理相同。
- 繞射的例子是當房門開啟一個小縫時，房內所有的角落都聽得見由門縫傳播進來的聲音。

### 音波的性質及特性

各种频率的正弦波;下面的波的频率比上面的高。在这里，水平方向表示时间。

音波常簡化為正弦平面波的合成，各平面波可以用以下的性質來描述：
- 頻率：頻率越大，音調越高；頻率越小，音調越低。（介質相同時，f和λ成反比）
- 波長：波長越短，音調越高；波長越長，音調越低。（介質相同時，f和λ成反比）
- 波數
- 振幅：振幅越大，音量（響度）越大；振幅越小，音量越小。
- 聲壓
- 音強
- 音速
- 方向
- 音色：即波形

人耳可以感知到的聲音，其頻率範圍為20 Hz至20,000 Hz，在标准状况下的空氣中，上述音波對應的波長從17 m至17 mm之間。有時音速及其方向會用速度向量來表示，波數和其方向則會用波矢表示。
當發音體越短、越細、越緊、越薄時，音調越高、頻率越大、波長越短；發音體越長、越粗、越鬆、越厚時，音調越低、頻率越小、波長越長。
横波也稱為剪應力波，除了上述性質外，還有偏振性，這個不列在音波的性質中。

### 音速

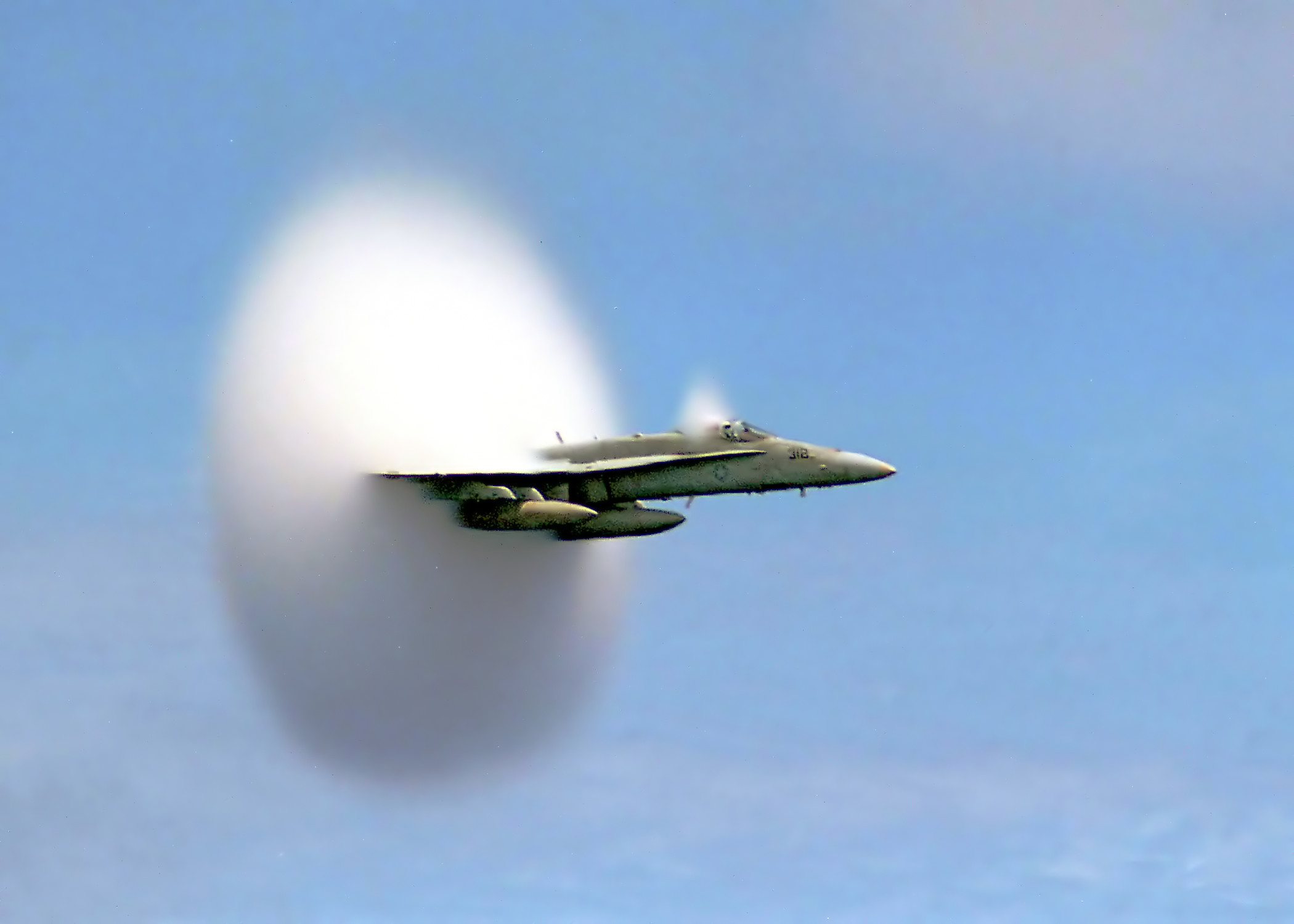
美國海軍的F/A-18黃蜂式戰鬥攻擊機速度突破音障，因空氣周圍壓力的降低，因此水份凝結形成水蒸汽錐（即普朗特-格勞爾奇點）

音速又稱声速。一般來說，音速{\displaystyle c}通常和介质的不可壓縮率与密度有关，利用连续介质力学及经典力学，可导出下面的公式：
{\displaystyle c={\sqrt {\frac {B}{\rho }}}}
其中{\displaystyle B}是不可壓縮率，{\displaystyle \rho }是密度。因此音速隨著介質的不可壓縮率增加而變快，隨著介質的密度增加而變慢。
對於一般的狀態方程式，在經典力學適用範圍內，音速{\displaystyle c}可表示成
{\displaystyle c={\sqrt {\frac {\partial p}{\partial \rho }}}}
此處偏微分針對絕熱變化。
对于远离液态工作点的理想气体，则有
{\displaystyle c={\sqrt {kRT}}}
式中：
- k为絕熱指數，是气体定压比热与定容比热之比，双原子气体（包括空气）K=1.4
- R为气体常数，空气为0.287kJ/（kg·K）
- T为绝对温度（K）

关于音速，若溫度在20攝氏度左右，还有一个非常实用的经验公式：c=331+0.6T（其中T为摄氏温度）。
音速跟介质的彈性模量和密度有关，彈性模量是單位體積物质的抗力和形變量之比值，彈性模量越大，物質間不同形變程度處的相互作用力就越大而使加速度變大，声音就传播的越快。但若彈性模量相同之材料，密度越大則會使不同形變程度處之間的加速度降低，導致聲音傳播的速度降低，因此聲音傳播的速度和兩者皆相關。數學形式詳見音速頁面。攝氏0度的空气中，声音的传播速度是331米/秒；在水中的传播速度是1473米/秒；在铁中的传播速度是5188米/秒。

## 接收

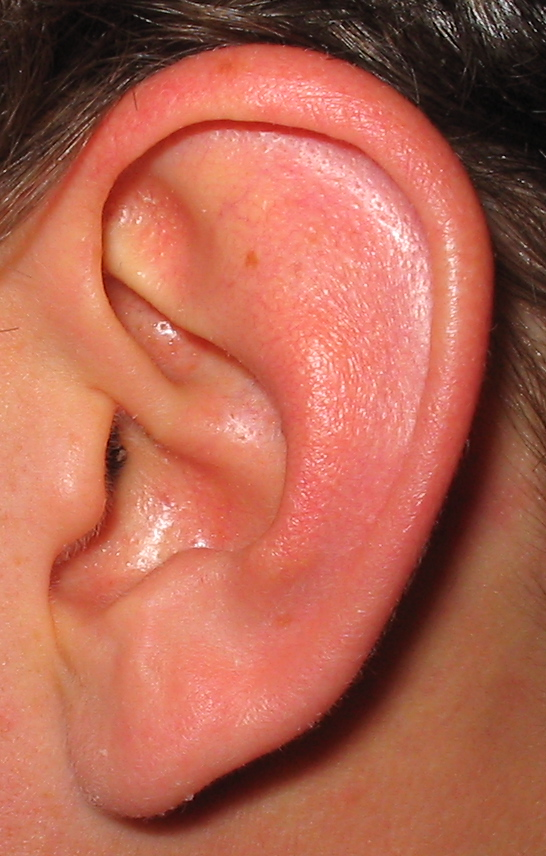
人耳

「声音」一詞在生理學及心理學上的定義是指大腦所接收到的聲音，和物理學的定義略有差異，心理聲學中有許多心理學和聲學有關的研究。不過有時声音只是指頻率在人類或其他動物聽覺範圍內的振動。
任何器官所接收的聲音頻率都有其範圍限制。人類的耳朵一般只能聽到約在20Hz至20,000 Hz（20kHz）範圍內的聲音，其上限會隨年齡增加而降低。其他物種動物的聽覺頻率範圍也有所不同，像狗可以聽到超過40kHz的聲音，但無法聽到40 Hz以下的聲音。不同物種動物的聽覺頻率範圍如下：
- 蝙蝠：1000～120000Hz
- 海豚：150～100000Hz
- 貓：60～65000Hz
- 狗：40～50000Hz[11]
- 人：20～20000Hz

動物重要感官中的聽覺即是接收声音。對動物而言，声音有偵測危險、導航、捕食及溝通等作用。地球的大氣、水及許多自然界現象（像火、雨、風、海浪、地震）都產生其獨特的声音。像蛙、鳥及哺乳動物也都發展出產生聲音的器官。人類的語言也是藉由聲音來傳遞，是文化重要的一環，人類也發展出產生、錄製、傳送及播放聲音的技術。
因為人類耳朵聽覺範圍的頻率上限會隨年齡而下降，也就表示年輕人可以聽到的高頻率聲音，年齡較大的人不一定聽得到。因此有些設備故意發出只有年輕人可以聽到的高頻率，可以制止年輕人集會，而不會影響其他年齡的人，稱為蚊音器。

## 声压
特定介質下的声压是指是指声波通过某种媒质时，由振动所产生的压强改变量，一般會考慮在不同時間或空間下，声压的均方根（RMS）為其平均值。例如空氣中声压均方根為1Pa（94dbSPL）的聲音，表示其實際的壓强會在（1atm-√2Pa）及（1atm+√2Pa）之間變化，即在101323.6Pa及101326.4 Pa之間變化。若以压强的觀點來看，上述声压造成的压強變化很小，但若頻率在聲頻內，此音卻是震耳欲聋，可能會造成聽力損害的程度。
由於人耳可以感測的声音振幅範圍較廣，声压一般會表示為對數尺度，以分貝表示的聲壓級SPL來表示。聲壓級SPL可以用L表示．定義如下：
{\displaystyle L_{\mathrm {p} }=10\,\log _{10}\left({\frac {{p}^{2}}{{p_{\mathrm {ref} }}^{2}}}\right)=20\,\log _{10}\left({\frac {p}{p_{\mathrm {ref} }}}\right){\mbox{ dB}}\,}
其中
p為声压的均方根值
{\displaystyle p_{\mathrm {ref} }}為參考聲壓，一般用的參考聲壓是以ANSI S1.1-1994為準，在空氣中為20 µPa，在水中為1 µPa。若沒有指定的參考聲壓，只有一個以分貝值表示的數值不能代表聲壓級。
因為人耳的響應率會隨頻率而變化，声压一般會再對頻率進行加權，使声压的數值更接近人耳所接收到的壓力。国际电工委员会定義了幾種加權的框架。A加權試著接近人耳對噪音的感受值，A加權的音壓一般會標示為dBA，C-加權一般會用來量測最大值。

## 应用

### 超声波
超聲波為超越人體可聽到的頻率，即大於20000赫茲。超声波被广泛应用于工业、军事、医疗等行业。在工业上，常用超声波来清洗精密零件，原理是利用超声波在清洗液中产生震荡波，使清洗液产生瞬间的小气泡，从而冲洗零件的每个角落。军事上，潜艇用声呐来发现敌军的舰船与潜艇。在医疗上，可以利用超声波进行洗牙和超声波碎胆结石等应用。

### 次声波
由火山爆发、龙卷风、雷暴、台风等许多灾害性事件发生前都会产生出次声波，人们就可以利用这种前兆来预报灾害事件的发生。在军事上，可用利用核试验、火箭运行等产生的次声波获得相关的数据。
有關次声波對人體的伤害，有許多不同的說法，有些媒體認為次聲波可以造成人員的傷亡，也有學者認為在实验中未能证明声压在170dB以下的次声波对听觉、平衡器官、肺脏或者其它内脏有任何破坏。在185~190dB左右人的耳膜会破裂，这个声压相当于半个标准大气压。

## 噪音污染
随着社会的进步，噪声污染已经成为社会突显问题。据调查，噪音每上升一分贝，高血压发病率就增加3%。影响人的神经系统，使人急躁、易怒；亦會影响睡眠，令人難以入睡，過大的噪音可以令人在睡中醒來，從而擾亂睡眠週期，造成睡眠不足或感到疲倦。40~50dB的聲音會干擾睡眠，60~70dB會干擾學習，120dB（或更高）會導致耳痛，聽力喪失。

## 回音
聲音是一種波動，遇到障礙物時，有些不會被物體吸收，有些則會反射回來，射回來的聲音稱為回音。

## 延伸阅读
[在维基数据编辑]
 《欽定古今圖書集成·經濟彙編·樂律典·聲音部》，出自陈梦雷《古今圖書集成》